# Atestace (lékařství)
Toto je přehled možných lékařských atestací v České republice, lékařské odbornosti v členění podle VZP naleznete v článku Seznam lékařských odborností.
Atestace lékaře znamená získání specializované způsobilosti k výkonu povolání lékaře. V ČR vlastní atestace upravuje zákon č.95/2004 Sb. a prováděcí vyhlášky Ministerstva zdravotnictví. Od 1.7.2009 je vlastní realizace předatestační přípravy upravena Vyhláškou č. 185/2009 Sb., stále dobíhají atestace probíhají podle vyhlášek z roku 2005. K atestaci (atestační zkoušce) se může přihlásit absolvent, který absolvoval předepsaný vzdělávací program a provedl alespoň předepsané množství výkonů.
Na základě veřejnoprávní smlouvy mezi univerzitami a Ministerstvem zdravotnictví ČR ze dne 27. 9. 2012 byla organizace atestačních zkoušek k 1. 1. 2012 převedena z IPVZ (Institut postgraduálního vzdělávání ve zdravotnictví) na univerzity, respektive lékařské fakulty.
Atestace podle Vyhlášky č.185/2009 Sb. zavádějí společné dvouleté kmeny, tedy jakési základní obory, po jejichž absolvování se teprve lékař začíná připravovat na vlastní obor. Donedávna u celé řady oborů chyběl jejich vlastní kmen, po lednu 2011 však došlo k rozšíření kmenů, které tento problém alespoň částečně napravilo.
Do roku 2004 probíhaly atestace podle vyhlášky Ministerstva zdravotnictví ČR, č.72/1971 Sb., ve které byly zavedeny dvoustupňové atestace i některé nástavbové obory (dvoustupňový systém existoval již ve vyhlášce č. 161/1954). Pro lékaře byla povinná pouze I. atestace trvající obvykle tři roky, na ni navazující II. atestace a atestace nástavbové byly výběrové. Při přechodu k atestacím realizovaným podle zákona č.95/2004 Sb. vznikl problém s lékaři s I. atestací, protože nové atestace jsou postaveny na úroveň bývalých atestací II. stupně. V některých případech byla I. atestace spolu s praxí uznána jako dostačující kvalifikace, jindy byla uznána alespoň jako část přípravy k atestaci podle zákona č.95/2004 Sb., většinou však bylo lékařům umožněno získat atestaci II. stupně.

## Atestace podle vyhlášky č. 185/2009 Sb.

### Atestace lékařů
Od 1. 1. 2011 se lze vzdělávat v 41 základních oborech, s minimální délkou přípravy 3–5 let.

#### Společné kmeny
Společný kmen trvá dva roky. Obvykle je koncipován tak, že po dobu 6 měsíců prochází lékař základními obory (chirurgie, pediatrie, gynekologie, vnitřní lékařství) a během zbylých 18 měsíců se pracuje na oddělení odpovídající základnímu oboru příslušného kmene. Po absolvování kmene by měl mít lékař některé základní kompetence příslušného oboru. V roce 2011 došlo k významnému rozšíření počtu základních kmenů na celkových 16. V současné době společnými kmeny jsou:
- anesteziologický kmen
- gynekologicko-porodnický kmen
- hygienický kmen
- chirurgický kmen
- interní kmen
- kmen všeobecné praktické lékařství
- patologický kmen
- pediatrický kmen
- psychiatrický kmen
- radiologický kmen
- urologický kmen
- dermatovenerologický kmen
- oftalmologický kmen
- ortopedický kmen
- otorhinolaryngologický kmen
- neurologický kmen

#### Základní obory
Po absolvování kmene lékař pokračuje v přípravě v některém z následujících oborů. Číslo v závorce udává minimální počet let, které se musí přípravě věnovat, dále je uveden kmen, který musí příslušný lékař absolvovat:
- alergologie a klinická imunologie (4) – interní nebo pediatrický kmen
- anesteziologie a intenzivní medicína (4) – anesteziologický kmen
- cévní chirurgie (5) – chirurgický kmen
- dermatovenerologie (3) – dermatovenerologický kmen
- dětská chirurgie (5) – chirurgický kmen
- dětské lékařství (4) – pediatrický kmen
- diabetologie a endokrinologie (5) – interní nebo pediatrický kmen
- gastroenterologie (4) – interní nebo chirurgický kmen
- geriatrie (4) – interní kmen nebo kmen všeobecné praktické lékařství
- gynekologie a porodnictví (4) – gynekologicko-porodnický kmen
- hematologie a transfuzní lékařství (3) – interní nebo pediatrický kmen
- hygiena a epidemiologie (4) – hygienický kmen
- chirurgie (5) – chirurgický kmen
- infekční lékařství (4) – interní nebo pediatrický kmen
- kardiochirurgie (5) – chirurgický kmen
- kardiologie (4) – interní kmen
- klinická biochemie (4) – interní nebo pediatrický kmen
- klinická onkologie (4) – interní nebo pediatrický kmen
- lékařská genetika (4) – interní nebo pediatrický nebo gynekologicko-porodnický kmen
- lékařská mikrobiologie (4) – interní kmen
- nefrologie (4) – interní kmen
- neurochirurgie (5) – chirurgický kmen
- neurologie (4) – neurologický kmen
- nukleární medicína (4) – interní nebo radiologický kmen
- oftalmologie (3) – oftalmologický kmen
- ortopedie (5) – ortopedický kmen
- otorhinolaryngologie (3) – otorhinolaryngologický kmen
- patologie (4) – patologický kmen
- plastická chirurgie (5) – chirurgický kmen
- pneumologie a ftizeologie (4) – interní kmen
- praktické lékařství pro děti a dorost (4) – pediatrický kmen
- psychiatrie (4) – psychiatrický kmen
- radiační onkologie (4) – interní kmen
- radiologie a zobrazovací metody (4) – radiologický kmen
- rehabilitační a fyzikální medicína (3) – interní nebo chirurgický nebo pediatrický  nebo ortopedický kmen
- revmatologie (4) – interní kmen
- traumatologie (5) – chirurgický kmen
- urologie (5) – urologický kmen
- vnitřní lékařství (5) – interní kmen
- všeobecné praktické lékařství (3) – interní kmen nebo kmen všeobecné praktické lékařství

#### Nástavbové obory
Pro práci v některých oborech je nutné po získání atestace v základním oboru pokračovat v přípravě k atestaci v nástavbovém oboru. V závorce je opět uvedeno minimální trvání atestace, za pomlčkou pak požadovaný základní obor:
- angiologie (2) – vnitřní lékařství, kardiologie
- dětská a dorostová psychiatrie (1) – psychiatrie, dětské lékařství
- dětská dermatovenerologie (1) – dětské lékařství, dermatovenerologie
- dětská gastroenterologie a hepatologie (1) – dětské lékařství, gastroenterologie
- dětská kardiologie (2) – dětské lékařství, kardiologie
- dětská nefrologie (1) – dětské lékařství, nefrologie
- dětská neurologie (2) – dětské lékařství, neurologie
- dětská onkologie a hematologie (2) – dětské lékařství
- dětská otorinolaryngologie (1) – dětské lékařství, otorinolaryngologie
- dětská pneumologie (1) – dětské lékařství, pneumologie a ftizeologie
- dětská radiologie (2) – dětské lékařství, radiologie a zobrazovací metody
- dětská revmatologie (2) – dětské lékařství
- dětská urologie (2) – dětská chirurgie, urologie
- dorostové lékařství (2) – dětské lékařství, praktické lékařství pro děti a dorost, všeobecné praktické lékařství, vnitřní lékařství
- epidemiologie (2) – hygiena a epidemiologie
- foniatrie (2) – otorinolaryngologie
- gerontopsychiatrie (1) – geriatrie, psychiatrie
- hrudní chirurgie (2) – chirurgie, kardiochirurgie
- hygiena dětí a dorostu (1) – hygiena a epidemiologie
- hygiena obecná a komunální (1) – hygiena a epidemiologie
- hygiena výživy (1) – hygiena a epidemiologie
- hyperbarická a letecká medicína (1) – anesteziologie a intenzivní medicína, chirurgie, vnitřní lékařství, ortopedie, všeobecné praktické lékařství
- intenzívní medicína (2) – anesteziologie a intenzivní medicína, chirurgie, vnitřní lékařství, dětská chirurgie, kardiochirurgie, neurochirurgie, dětské lékařství, infekční lékařství, kardiologie, neurologie, pneumologie a ftizeologie, gynekologie a porodnictví, ortopedie, urologie, klinická onkologie
- intervenční radiologie (2) – radiologie a zobrazovací metody
- klinická farmakologie (2) – vnitřní lékařství
- klinická osteologie (1) – vnitřní lékařství, diabetologie a endokrinologie, revmatologie, ortopedie, gynekologie a porodnictví, dětské lékařství, geriatrie, klinická biochemie
- korektivní dermatologie (1) – dermatovenerologie
- maxilofaciální chirurgie (3) – otorinolaryngologie, dětská chirurgie, chirurgie
- medicína dlouhodobé péče (1) – všechny obory specializačního vzdělávání s výjimkou oborů hygiena a epidemiologie, klinická biochemie, lékařská genetika, lékařská mikrobiologie, praktické lékařství pro děti a dorost, dětské lékařství, dětská chirurgie
- návykové nemoci (2) – psychiatrie
- neonatologie (1) – dětské lékařství
- neuroradiologie (2) – radiologie a zobrazovací metody
- onkogynekologie (2) -gynekologie a porodnictví
- paliativní medicína (1) – anesteziologie a intenzivní medicína, neurologie, rehabilitační a fyzikální medicína, dětské lékařství, všeobecné praktické lékařství, klinická onkologie, neurochirurgie, chirurgie, dětská chirurgie, ortopedie, praktické lékařství pro děti a dorost
- perinatologie a fetomaternální medicína (1) – gynekologie a porodnictví
- popáleninová medicína (2) – anesteziologie a intenzivní medicína, chirurgie, dětská chirurgie, kardiochirurgie, neurochirurgie, cévní chirurgie
- posudkové lékařství (2) – všechny obory specializačního vzdělávání s výjimkou oborů hygiena a epidemiologie, klinická biochemie, lékařská genetika, lékařská mikrobiologie, nukleární medicína, patologie, radiologie a zobrazovací metody
- pracovní lékařství (2) – vnitřní lékařství, dětské lékařství, všeobecné praktické lékařství, hygiena a epidemiologie
- reprodukční medicína (1) – gynekologie a porodnictví
- sexuologie (2) – psychiatrie, gynekologie a porodnictví, urologie
- soudní lékařství (2) – patologie
- tělovýchovné lékařství (1) – vnitřní lékařství, dětské lékařství, všeobecné praktické lékařství, praktické lékařství pro děti a dorost, rehabilitační a fyzikální medicína, kardiologie, chirurgie, ortopedie
- urgentní medicína (2) – chirurgie, vnitřní lékařství, všeobecné praktické lékařství, gynekologie a porodnictví, dětské lékařství, praktické lékařství pro děti a dorost, anesteziologie a intenzivní medicína
- urogynekologie (1) – gynekologie a porodnictví

### Atestace zubních lékařů
- orální a maxilofaciální chirurgie (5)
- ortodoncie (3)
- klinická stomatologie (4)

### Atestace farmaceutů

#### Základní obory
- farmaceutická technologie (4)
- klinická farmacie (5)
- laboratorní a vyšetřovací metody ve zdravotnictví (4)
- praktické lékárenství (3)
- farmaceutická kontrola (4)

#### Nástavbové obory
- nemocniční farmacie (2)
- farmakoekonomie (1)
- adiktologická péče v lékárně (1)
- farmaceutická péče o geriatrické pacienty (1)

## Atestace podle Věstníku Ministerstva zdravotnictví z roku 2005
Atestace jsou jednostupňové, tj. po absolvování příslušného specializačního oboru a po složení zkoušky je lékař plně kvalifikován. Některé atestace jsou však „navazující“, tj. lékař musí být atestován v jiném (základním) oboru, aby se mohl přihlásit do oboru navazujícího. Tato návaznost je někdy oficiální (např. uchazeč o zařazení do oboru intenzivní medicína musí mít atestaci z oboru anesteziologie a resuscitace, vnitřní lékařství, kardiologie, chirurgie nebo neurologie), jindy jde o neoficiální postoj odborných společností.
Podle názoru mnohých odborníků[kdo?] je v současnosti velký počet základních oborů. Bylo by žádoucí[zdroj?], kdyby došlo k redukci základních oborů a ke klasifikaci některých oborů jako nástavbových.
V závorce za každým oborem je uveden minimální počet let, které trvá specializační program.

### Atestace lékařů
- alergologie a klinická imunologie (5)
- anesteziologie a resuscitace (ARO) (5)
- angiologie (5)
- audiologie a foniatrie (8) – navazuje na atestaci z ORL
- cévní chirurgie (6)
- dermatovenerologie (5)
- dětská a dorostová psychiatrie (5)
- dětská dermatovenerologie (6)
- dětská gastroenterologie a hepatologie (6)
- dětská gynekologie (6)
- dětská chirurgie (6)
- dětská kardiologie (6)
- dětská nefrologie (6)
- dětská neurologie (6)
- dětská onkologie a hematoonkologie (6)
- dětská otorinolaryngologie (7)
- dětská pneumologie (6)
- dětská radiologie (5)
- dětská revmatologie (6)
- dětská urologie (8)
- dětské lékařství (5)
- diabetologie (5)
- dorostové lékařství (6)
- endokrinologie (5)
- epidemiologie (5)
- gastroenterologie (5)
- geriatrie (5)
- gerontopsychiatrie (6)
- gynekologie a porodnictví (5)
- hematologie a transfuzní lékařství (5)
- hrudní chirurgie (5)
- hygiena a epidemiologie (4)
- hygiena dětí a dorostu (4)
- hygiena obecná a komunální (4)
- hygiena výživy (4)
- hyperbarická medicína a oxygenoterapie (6)
- chirurgie (5)
- infekční lékařství (5)
- intenzívní medicína (7)
- intervenční radiologie (5)
- kardiochirurgie (7)
- kardiologie (6)
- klinická biochemie (5,5)
- klinická farmakologie (5)
- klinická onkologie (5)
- korektivní dermatologie (6)
- lékařská genetika (4)
- lékařská mikrobiologie (5)
- maxilofaciální chirurgie (5)
- návykové nemoci (adiktologie) (5)
- nefrologie (6)
- neonatologie (6)
- neurochirurgie (7)
- neurologie (5)
- neuroradiologie (5)
- nukleární medicína (5)
- oftalmologie (5)
- otorinolaryngologie (ORL) (6)
- ortopedie (5)
- paliativní medicína a léčba bolesti (6)
- patologická anatomie (5)
- plastická chirurgie (6)
- popáleninová medicína (5)
- posudkové lékařství (6)
- pracovní lékařství (4)
- praktické lékařství pro děti a dorost (5)
- praktické lékařství pro dospělé (5)
- psychiatrie (5)
- radiační onkologie (6)
- radiologie a zobrazovací metody (5)
- rehabilitační a fyzikální medicína (5)
- reprodukční medicína (6)
- revmatologie (5)
- rodinné lékařství (6)
- sexuologie (6)
- soudní lékařství (5)
- tělovýchovné lékařství (5,5)
- tuberkulóza a respirační nemoci (5)
- úrazová chirurgie (traumatologie) (6)
- urgentní medicína (4)
- urologie (6)
- veřejné zdravotnictví (5)
- vnitřní lékařství (6)

### Atestace zubních lékařů
- ortodoncie (3)
- orální a maxilofaciální chirurgie (6)

### Atestace farmaceutů
- farmaceutické technologie (4)
- klinická farmacie (5)
- laboratorní a vyšetřovací metody ve zdravotnictví (4)
- nemocniční lékárenství (4)
- radiofarmaka (4)
- veřejné lékárenství (4)

## Atestace podle vyhlášky č.72/1971 Sb. a vyhlášky č. 77/1981 Sb.

### Atestace lékařů
Vyhlášky vycházely z toho, že studium na lékařských fakultách bylo profilováno do oborů všeobecné lékařství,
dětské lékařství, hygiena a stomatologie, zařazení lékaře do předatestační přípravy tak bylo ovlivněno jeho studijním oborem:
- absolventi studijního oboru všeobecného lékařství měli způsobilost k výkonu povolání i v oborech dětské lékařství, hygiena, epidemiologie a mikrobiologie, po doplnění znalostí pak i v oboru stomatologie.
- absolventi studijního oboru hygiena měli způsobilost k výkonu povolání v zásadě pouze v oborech hygiena, epidemiologie a mikrobiologie, v případě potřeby však mohli požádat o zařazení i do oboru všeobecné lékařství. Ve výjimečných případech mohl absolvent požádat i o zařazení do jiného oboru, obvykle bylo umožněno zařazení do oborů méně vyhledávaných, jako např. radiodiagnostika.
- absolventi studijního oboru dětské lékařství měli způsobilost především v péči o děti. Podle situace jim však mohla být umožněna i práce v jiném oboru.
- absolventi studijního oboru stomatologie měli způsobilost pouze k péči o chrup, dutinu ústní a orgány s ní související.

#### Atestace I. a II. stupně
Atestace I. stupně byla pro všechny lékaře povinná. Příprava trvala tři roky, pouze v případě urologie čtyři roky, později byla délka předatestační praxe snížena na dva a půl roku. Po atestaci I. stupně bylo možné získat i atestaci II. stupně v témže oboru, délka přípravy na atestaci II. stupně trvala tři až pět let. Vyhláška č. 72/1971 určovala následující obory I. a II. atestací:
- anesteziologie a resuscitace
- dermatovenerologie
- gynekologie a porodnictví
- hygiena a epidemiologie (pouze I.atestace)
- chirurgie
- interní lékařství
- klinická biochemie
- lékařské mikrobiologie
- neurologie
- oftalmologie
- ortopedie
- otorinolaryngologie
- patologická anatomie
- pediatrie
- psychiatrie
- radiodiagnostika
- radioterapie
- stomatologie
- urologie
- všeobecné lékařství (zavádí až vyhláška č. 77/1981 Sb.)

#### Nástavbové specializace
Po získání atestace I. stupně mohl lékař získat nástavbovou specializaci v některých dílčích oborech:
- I. atestace z oboru Dermatovenerologie
  - dětská dermatovenerologie (zavedla vyhláška č. 77/1981 Sb.)
  - hygiena práce a nemocí z povolání (zavedla vyhláška č. 77/1981 Sb.)

- I. atestace z oboru interní lékařství
  - přenosné nemoci
  - kardiologie
  - revmatologie
  - dorostové lékařství
  - tělovýchovné lékařství
  - endokrinologie
  - gastroenterologie
  - poruchy látkové přeměny a výživy
  - hematologie a transfúzní služba
  - tuberkulóza a respirační nemoci
  - hygiena práce a nemoci z povolání
  - fyziatrie, balneologie a léčebná rehabilitace
  - alergologie
  - lékařská genetika
  - nukleární medicína

- - diabetologie (zavedla vyhláška č. 77/1981 Sb.)
  - klinická onkologie (zavedla vyhláška č. 77/1981 Sb.)
  - nukleární medicína (zavedla vyhláška č. 77/1981 Sb.)
  - posudkové lékařství (zavedla vyhláška č. 77/1981 Sb.)
  - revmatologie (zavedla vyhláška č. 77/1981 Sb.)
  - sociální lékařství a organizace zdravotnictví (zavedla vyhláška č. 77/1981 Sb.)

- I. atestace z oboru pediatrie
  - přenosné nemoci
  - dětská kardiologie
  - dorostové lékařství
  - tělovýchovné lékařství
  - endokrinologie
  - hematologie a transfúzní služba
  - dětská tuberkulóza a respirační nemoci (vyhláška č. 77/1981 Sb. vypouští přívlastek "dětská")
  - alergologie
  - lékařská genetika
  - fyziatrie, balneologie a léčebná rehabilitace
  - dětská neurologie
  - dětská psychiatrie
  - hygiena dětí a dorostu
  - nukleární medicína
  - gastroenterologie (zavedla vyhláška č. 77/1981 Sb.)
  - hygiena dětí a dorostu (zavedla vyhláška č. 77/1981 Sb.)
  - klinická onkologie (zavedla vyhláška č. 77/1981 Sb.)
  - neonatologie (zavedla vyhláška č. 77/1981 Sb.)
  - nukleární medicína (zavedla vyhláška č. 77/1981 Sb.)
  - přenosné nemoci (zavedla vyhláška č. 77/1981 Sb.)
  - sociální lékařství a organizace zdravotnictví (zavedla vyhláška č. 77/1981 Sb.)

- I. atestace z oboru gynekologie a porodnictví
  - fyziatrie, balneologie a léčebná rehabilitace
  - sociální lékařství a organizace ve zdravotnictví (zavedla vyhláška č. 77/1981 Sb.)
  - klinická onkologie (zavedla vyhláška č. 77/1981 Sb.)

- I. atestace z oboru chirurgie
  - dětská chirurgie
  - thorakochirurgie
  - neurochirurgie
  - ústní , čelistní a obličejová chirurgie
  - plastická chirurgie
  - fyziatrie, balneologie a léčebná rehabilitace
  - nukleární medicína
  - klinická onkologie (zavedla vyhláška č. 77/1981 Sb.)
  - posudkové lékařství (zavedla vyhláška č. 77/1981 Sb.)
  - sociální lékařství a organizace zdravotnictví (zavedla vyhláška č. 77/1981 Sb.)
  - tělovýchovné lékařství (zavedla vyhláška č. 77/1981 Sb.)
  - traumotologie pohybového ústrojí (zavedla vyhláška č. 77/1981 Sb.)

- I. atestace z oboru ortopedie
  - fyziatrie, balneologie, léčebná rehabilitace
  - tělovýchovné lékařství (zavedla vyhláška č. 77/1981 Sb.)
  - traumatologie pohybového ústrojí (zavedla vyhláška č. 77/1981 Sb.)

- I. atestace z oboru neurologie
  - dětská neurologie
  - fyziatrie, balneologie a léčebná rehabilitace
  - hygiena práce a nemoci z povolání (zavedla vyhláška č. 77/1981 Sb.)
  - posudkové lékařství (zavedla vyhláška č. 77/1981 Sb.)

- I. atestace z oboru psychiatrie
  - dětská psychiatrie
  - fyziatrie, balneologie a léčebná rehabilitace

- I. atestace z oboru stomatologie
  - ústní, čelistní a obličejová chirurgie (vyhláška č. 77/1981 Sb. již neobsahuje)
  - parodontologie
  - čelistní ortopedie
  - dětská stomatologie
  - sociální lékařství a organizace zdravotnictví (zavedla vyhláška č. 77/1981 Sb.)
  - stomatologická protetika (zavedla vyhláška č. 77/1981 Sb.)

- I. atestace z oboru otorinolaryngologie
  - foniatrie
  - dětská otorinolaryngologie (vyhláška č. 77/1981 Sb. již neobsahuje)

- I. atestace z oboru Radioterapie
  - nukleární medicína (vyhláška č. 77/1981 Sb. již neobsahuje)
  - klinická onkologie (zavedla vyhláška č. 77/1981 Sb.)

- I. atestace z oboru patologická anatomie
  - soudní lékařství

- I. atestace z oboru lékařská mikrobiologie (vyhláška č. 77/1981 Sb. již neobsahuje)
  - lékařská virologie
  - lékařská parazitologie

- I. atestace z oboru hygiena a epidemiologie
  - hygiena všeobecná a komunální
  - hygiena práce a nemoci z povolání
  - hygiena dětí a dorostu
  - hygiena výživy a předmětů běžného užívání
  - hygiena záření (vyhláška č. 77/1981 Sb. již neobsahuje)
  - epidemiologie
  - sociální lékařství a organizace zdravotnictví (zavedla vyhláška č. 77/1981 Sb.)

- Všeobecné lékařství
  - dorostové lékařství (zavedla vyhláška č. 77/1981 Sb.)
  - hygiena práce a nemoci z povolání (zavedla vyhláška č. 77/1981 Sb.)
  - posudkové lékařství (zavedla vyhláška č. 77/1981 Sb.)
  - sociální lékařství a organizace zdravotnictví (zavedla vyhláška č. 77/1981 Sb.)
  - tělovýchovné lékařství (zavedla vyhláška č. 77/1981 Sb.)

#### Další specializace
Po získání atestace I. stupně v prakticky libovolném oboru mohl podle vyhlášky č.72/1971 Sb. lékař usilovat o získání další specializace v oborech:
- organizace a řízení zdravotnictví
- posudkového lékařství

Vyhláška č. 77/1981 Sb. tento stav upravila a tyto dvě nástavbové atestace byly přiřazeny pouze některým oborům.

#### Nástavbové specializace ve zvlášť úzkých oborech
Vyhláška č. 77/1981 Sb. umožňovala lékařům, kteří získali atestaci I. stupně, získat atestaci v některých zvlášť úzce specializovaných oborech:
- I. atestace z oboru anesteziologie a resuscitace
  - biomedicínská kybernetika
- I. atestace z oboru Dermatovenerologie
  - korektivní dermatologie
  - lékařská imunologie
- I. atestace z oboru gynekologie a porodnictví
  - biomedicínská kybernetika
  - dětská gynekologie
  - lékařská genetika
  - perinatologie
  - sexuologie
- I. atestace z oboru hygiena a epidemiologie
  - hygiena záření
- I. atestace z oboru chirurgie
  - biomedicínská kybernetika
  - cévní chirurgie
  - kardiochirurgie
  - neurochirurgie
  - ortopedická protetika
  - plastická chirurgie
  - plicní chirurgie
  - stomatologická chirurgie
- I. atestace z oboru interní lékařství
  - biomedicínská kybernetika
  - endokrinologie
  - geriatrie
  - klinická farmakologie
  - dětská imunologie
  - lékařská genetika
  - nefrologie
- I. atestace z oboru klinická biochemie
  - biomedicínská kybernetika
  - lékařská imunologie
- I. atestace z oboru lékařská mikrobiologie
  - lékařská bakteriologie
  - lékařská imunologie
  - mikrobiologie životního prostředí
  - lékařská parazitologie
  - lékařská virologie
- I. atestace z oboru neurologie
  - biomedicínská kybernetika
  - geriatrie
- I. atestace z oboru ortopedie
  - ortopedická protetika
- I. atestace z oboru otorinolaryngologie
  - audiologie
  - dětská otorinolaryngologie
- I. atestace z oboru pediatrie
  - biomedicínská kybernetika
  - endokrinologie
  - klinická farmakologie
  - lékařská imunologie
  - lékařská genetika
  - nefrologie
- I. atestace z oboru psychiatrie
  - biomedicínská kybernetika
  - gerontopsychiatrie
  - léčení alkoholismu a jiných toxikomanií
  - sexuologie
- I. atestace z oboru radiodiagnostika
  - biomedicínská kybernetika
- I. atestace z oboru stomatologie
  - stomatologická chirurgie
- I. atestace z oboru urologie
  - dětská urologie
- I. atestace z oboru všeobecné lékařství
  - biomedicínská kybernetika
  - geriatrie

#### Příprava obvodního lékaře
Vyhláška č.72/1971 Sb. neobsahovala speciální atestační obor pro praktické lékaře. Podmínkou pro výkon povolání obvodního lékaře (dnešní všeobecný praktický lékař) bylo získání atestace I. stupně v oborech vnitřní lékařství nebo chirurgie. Vlastní atestační obor všeobecné lékařství zavedla až vyhláška č. 77/1981 Sb.

### Atestace farmaceutů

#### Atestace I. a II. stupně
Farmaceuti mohli získat atestaci I. a II. stupně v těchto oborech:
- lékárenství
- farmaceutická technologie
- farmaceutická analýza
- výroba biologických léčiv

#### Nástavbová specializace
Po získání atestace I. stupně mohli farmaceuti usilovat o nástavbovou specializaci v těchto oborech:
- I. atestace z oboru lékárenství
  - farmakodynamika
  - řízení a ekonomika lékárenské služby
- I. atestace z oboru farmaceutická technologie
  - biologické kontrolní metody
- I. atestace z oboru farmaceutická analýza
  - biochemická a toxikologická analýza
  - biologické kontrolní metody
- I. atestace z oboru výroba biologických léčiv
  - biologické kontrolní metody